# 共和国勋章 (捷克斯洛伐克)
共和国勋章是捷克斯洛伐克政府设立的勋章。

## 历史
“共和国勋章”由1951年第30/1951号政府法令设立。该法令还设立了“劳动英雄”荣誉称号等其他荣誉奖励。该法令于1951年4月21日正式生效。它授予为建设社会主义捷克斯洛伐克，尤其是在生产、文化和科学领域做出卓越功勋，或加强国防力量者。可以授予捷克斯洛伐克公民，或者外国公民。可以是个人，也可以是组织。1977年7月4日的第38/1977号法令修改了部分内容。从1951年到1977年，一共颁发了692枚。
随着天鵝絨革命的爆发，它于1990年10月15日被正式废除。

## 样式
- 该勋章只有一个级别。

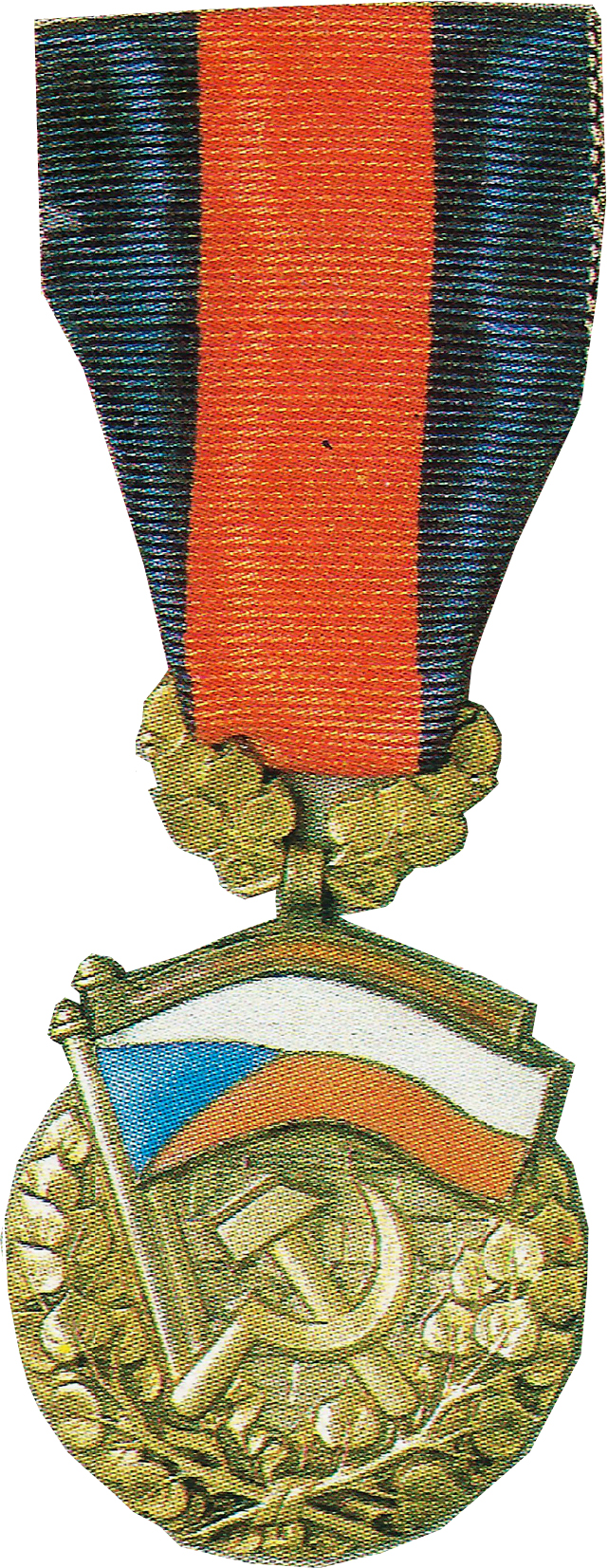
1951年版本的勋章

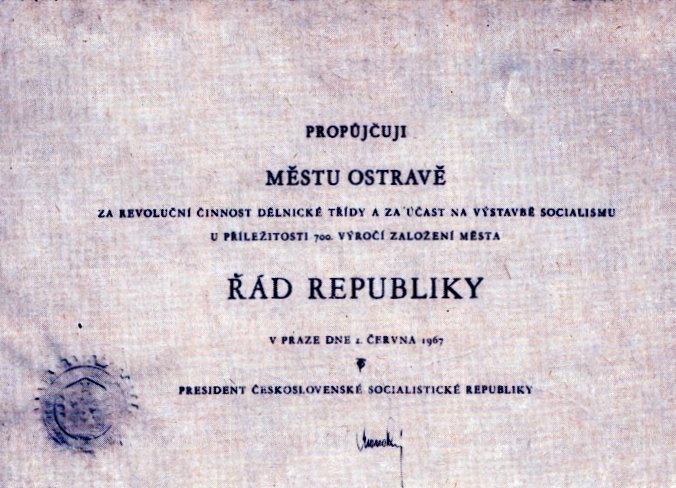
证书

- 1951年-1977年样式：徽章为椭圆形，宽度为40毫米和43毫米。自底部开始，两根椴树枝分别向两边缘展开。在砖墙背景下刻有两面彩色旗帜：前面是捷克斯洛伐克国旗，后面是红旗。中间是锤子与镰刀标志。徽章背面是一个无光泽的表面，在上下两个月桂枝之间刻有国名缩写：

期间因为国号的变更，所以缩写有两种：
- 1960年之前 - ČSR（捷克斯洛伐克共和国）
- 1960年之后 - ČSSR（捷克斯洛伐克社会主义共和国）

丝带（绶带）宽38毫米，长55毫米。底色为蓝色，中部有一条15毫米宽的红色条纹。
- 1977年-1990年样式：

星章外形为倾斜45°的正方形，底色为红色，边长40毫米。正中心是一个五角星，边框镀有蓝色珐琅，上面刻有捷克斯洛伐克国徽。五角星的五个凹槽外部有五颗金色三叶草。五角星向外散射银色光芒，其中十条光芒粗，有四条略微突出正方形边框。星章背面光滑，只刻有序列号。
绶带宽38毫米，底色为蓝色，附有一条刻有十片椴树叶的木条。上方有2.5毫米宽的白色和红色条纹。